# 태양여객
태양여객(太陽旅客)은 대한민국 인천광역시를 기반으로 하는 시내버스 회사이다. 사무실과 차고지는 인천광역시 부평구 송내대로373번길 54 (삼산동)에 있다.

## 주요 연혁
- 1998년 12월 22일: 부평구 갈산동 361-3에서 자본금 50,000,000원으로 갈산운수 주식회사로 설립.
- 2001년 11월 22일: 자본금을 250,000,000원으로 증액.
- 2001년 12월 26일: 사명을 갈산운수 주식회사에서 태양여객 주식회사로 변경
- 2003년 3월 3일: 부평구 부개동에 지점 설치.
- 2004년 12월 26일: 갈산동 369번지로 본점 이전.
- 2008년 12월 30일: 자본금을 300,000,000원으로 증액.
- 2010년 11월 29일: 갈산동에서 삼산동으로 본점 이전.

## 운행 노선

### 인천이음버스
- ● 인천e음55번: 인천상공회의소 ~ 호구포역
- ● 인천e음61번: 삼산서해아파트 ~ 다임메가타운
- ● 인천e음71번: 교통연수원 ~ 롯데마트
- ● 인천e음84번: 청라국제도서관 ~ 청라국제도시역 ~ 청라국제도서관

### 지선버스
- ● 556번: 휴먼시아1단지 ~ 부평역 ~ 가좌동 범양아파트
- ● 558번: 진산초등학교~ 부평역
- ● 565번: 부평역사박물관 ~ 부평역
- ● 571번: 휴먼시아1단지 ~ 부평역
- ● 581번: 계양고교 ~ 동보아파트 ~ 부평역
- ● 583번: 장기동 ~ 부평역
- ● 590번: 작전서운동 ~ 효성동

### 순환버스
- ● 순환83번: 귤현역 ~ 마전지구

## 과거 운행 노선

### 간선버스
- ● 760번: 삼산동 ~ 삼산동(내선순환, 준공영제 미적용 노선)
- ● 760-1번: 삼산동 ~ 삼산동(외선순환, 준공영제 미적용 노선)
- ● 770-1번: 북인천여중 ~ 오조산공원(준공영제 미적용 노선)

## 보유 차량
- 하이거 버스 - 하이거 하이퍼스
- 현대자동차 - 카운티 뉴 브리즈, 현대 그린시티

## 사업장 현황
- 본점: 인천광역시 부평구 삼산동 326-15
- 지점: 인천광역시 부평구 길주남로114번길 24 (부개동)